# Funk rock
Funk rock là một thể loại nhạc được kết hợp giữa các yếu tố funk và rock. James Brown và nhiều người khác tuyên bố rằng Little Richard và ban nhạc The Upsetters của ông là những người đầu tiên đưa các yếu tố của nhạc funk vào dòng nhạc rock and roll. Một người viết tiểu sử đã nói rằng âm nhạc của họ "châm ngòi cho sự chuyển đổi âm nhạc từ nhạc rock and roll của những năm 50 sang nhạc funk của những năm 60.".